# Ancistrus nudiceps
Ancistrus nudiceps är en fiskart som först beskrevs av Müller och Troschel, 1849.  Ancistrus nudiceps ingår i släktet Ancistrus och familjen Loricariidae. Inga underarter finns listade i Catalogue of Life.